# Schima
Schima, biljni rod zimzelenog drveća iz porodice čajevki (Theaceae). Postoji 16 vrsta raširenih po suptropskoj i tropskoj Aziji
Rod je opisan 1823.

## Vrste
1. Schima argentea E.Pritz.
2. Schima brevifolia (Hook.f.) Baill. ex Stapf
3. Schima brevipedicellata Hung T.Chang
4. Schima crenata Korth.
5. Schima khasiana Dyer
6. Schima lobbii (Hook.f.) Pierre
7. Schima mertensiana (Siebold & Zucc.) Koidz.
8. Schima multibracteata Hung T.Chang
9. Schima noronhae Reinw. ex Blume
10. Schima parviflora Hung T.Chang & W.C.Cheng
11. Schima remotiserrata Hung T.Chang
12. Schima sericans (Hand.-Mazz.) T.L.Ming
13. Schima sinensis (Hemsl. & E.H.Wilson) Airy Shaw
14. Schima superba Gardner & Champ.
15. Schima villosa Hu
16. Schima wallichii (DC.) Korth.